# Општина Олово
Општина Олово је општина у Федерацији БиХ, БиХ. Ова општина припада Зеничко-добојском кантону. Сједиште општине се налази у граду Олову.
Данас се општина Олово простире на 408 km² и има око 11 хиљада становника.

## Насељена мјеста
Ајдиновићи, Араповача, Бакићи, Берисалићи, Богановићи, Брда, Буков До, Чуде, Чуништа, Долови, Дрецељ, Дуганџићи, Главично, Горњи Драпнићи, Грабовица, Гурдићи, Јелашке, Каменско, Клинчићи, Колаковићи, Ковачићи, Крајишићи, Крижевићи, Крушево, Лишци, Магулица, Метиљи, Миланковићи, Олово, Оловске Луке, Петровићи, Понијерка, Понор, Пргошево, Пушино Поље, Радачићи, Речица, Ријека, Сливње, Солун, Стојчићи, Шашевци, Вукотићи, Рубинићи, Жеравице и Жунова

## Становништво
По посљедњем службеном попису становништва из 1991. године, општина Олово је имала 16.956 становника, распоређених у 44 насељена места. Послије потписивања Дејтонског споразума, већи део општине Олово је ушао у састав Федерације Босне и Херцеговине. У састав Републике Српске ушли су насељена мјеста: Горњи Драпњићи и Шашевци, као и дијелови насеља: Гурдићи, Колаковићи и Крајишићи.
| Националност       | 1991.           | 1981.           | 1971.           |
| Муслимани          | 12.699 (74,89%) | 11.593 (70,94%) | 10.546 (69,36%) |
| Срби               | 3.193 (18,83%)  | 3.349 (20,49%)  | 3.601 (23,68%)  |
| Хрвати             | 642 (3,78%)     | 802 (4,90%)     | 930 (6,11%)     |
| Југословени        | 285 (1,68%)     | 478 (2,92%)     | 46 (0,30%)      |
| остали и непознато | 137 (0,80%)     | 119 (0,72%)     | 80 (0,52%)      |
| Укупно             | 16.956          | 16.341          | 15.203          |